# Louder Harder Faster
Louder Harder Faster è il nono album in studio del gruppo musicale statunitense Warrant, pubblicato il 12 maggio 2017 dalla Frontiers Records.

## Tracce
1. Louder Harder Faster – 2:56 (Robert Mason)
2. Devil Dancer – 4:16 (Mason, Jerry Dixon)
3. Perfect – 4:09 (Mason, Dixon)
4. Only Broken Heart – 4:52 (Erik Turner, Mason, Dixon)
5. U in My Life – 3:50 (Mason, Joe West)
6. Music Man – 4:25 (Mason, Dixon)
7. Faded – 3:40 (Mason, Dixon)
8. New Rebellion – 3:44 (Mason, Dixon)
9. Big Sandy – 2:34 (Mason, Dixon)
10. Choose Your Fate – 3:53 (Mason, Dixon)
11. Let It Go – 4:08 (Mason, Dixon)
12. I Think I'll Just Stay Here and Drink – 3:06 (Merle Haggard)

## Formazione
- Robert Mason – voce
- Joey Allen – chitarra
- Erik Turner – chitarra
- Jerry Dixon – basso
- Steven Sweet – batteria